# Aphanius stiassnyae
Aphanius stiassnyae, es una especie de pez actinopeterigio de agua dulce, de la familia de los ciprinodóntidos.

## Morfología
Con el cuerpo pequeño de una longitud máxima descrita de 7,7 cm, con una característica mandíbula inferior bruscamente hacia arriba, casi perpendicular al eje del cuerpo.

## Distribución y hábitat
Se distribuye por aguas dulces de África: un endemismo del lago Afrera en Etiopía. Son peces de agua dulce, de comportamiento bentopelágico. Se considera en peligro de extinición pues se espera que haya una alta interferencia humana en sus hábitats, debido a la producción de sal en la zona; la única fuente de agua dulce son las aguas termales, y se espera que los seres humanos y los peces compitan por este escaso recurso de agua dulce.